# Рева, Михаил Владимирович
Михаил Владимирович Рева (род. 13 марта 1960, Керчь, Крымская область) — заслуженный художник Украины, скульптор, художник архитектурно-декоративной пластики, основатель фонда RevaFoundation, учредитель благотворительного фонда «Будущее» и Детского реабилитационного центра имени Бориса Литвака.

## Биография
Родился 13 марта 1960 г. в городе Керчь (Крым). В 1966 переехал с родителями в Одессу. Окончил мореходное училище в 1977. Отслужил в армии (1980—1982), по возвращении в Одессу работал в художественном фонде в скульптурном цехе, где познакомился со своей будущей женой Татьяной. В возрасте 25 лет поступил в Академию декоративно-прикладного искусства и дизайна им. В. Н. Мухиной (ныне Санкт-Петербургская государственная художественно-промышленная академия имени А. Л. Штиглица).
Педагоги: Людмила Павловна Калугина, Анатолий Гордеевич Дёма — скульптура, Петр Израилевич Пуко — рисунок и Игорь Павлович Шмелев преподавал архитектуру.
О годах учёбы:
«Это было счастливое время. Как раз начали открываться информационные шлюзы и нас переполняло желание создать новое, новый мир. Ночи напролет мы говорили об искусстве, наши души пылали в искреннем порыве. Было столько желания творить, мечтать, созидать … Пять лет моего студенчества пролетели как одно мгновенье. Пытаясь вспомнить то время в деталях, я вспоминаю институтские работы. А все остальное помнится как один огромный познавательный миг. Миг, в который на меня свалилась целая Вселенная!».
Получил Золотую медаль Академии искусств СССР за лучший диплом в сфере архитектурно-декоративной пластики в 1990 году. Академия художеств отправила стипендиата в Рим (Италия) на виллу Абамелек. После окончания стажировки вернулся в Одессу. Судьбоносным было знакомство с Эрнстом Неизвестным в ходе работы памятнику «Золотое Дитя» (Михаил делал барельефы «Четыре стороны света») Следующим проектом стало создание «Ангела милосердия» для детского реабилитационного центра «Будущие», создателем этого уникального комплекса был знаменитый одессит Борис Давидович Литвак, Под ангелом на эркере нанесены слова : «Не отказывай в благодеянии, когда рука твоя в силах сделать его».
Является лауреатом международных национальных конкурсов в области архитектуры и декоративной скульптуры.
Творчество Михаила разнообразно и активно по сей день. Памятники, созданные Михаилом Рева, стали достопримечательностью города — памятник посвящённый И.Ильфу и Е.Петрову «Двенадцатый стул», «Дерево Любви», фонтан «Источник» возле Воронцовского дворца, парковая скульптура «Одесское Время», «Дом солнца», «Больше книг, меньше страха», фонтан «Начало начал», и многие другие арт-объекты.

## Деятельность
- 1984 Выставка «Земля и люди» в «Манеже» Москва СССР.
- 1985—1990 Учился в Академии декоративно-прикладного искусства и дизайна (до 1992 г.- Высшее художественно-промышленное училище им. В. Н. Мухиной), Санкт-Петербург.
- 1986 Лауреат конкурса на создание приза международного кинофестиваля «Золотой дюк».
- 1990 Получил Золотую медаль Академии искусств СССР за лучший диплом в сфере архитектурно-декоративной пластики.
- 1991—1992 Проходил практику в Италии, в Римской Академии искусств.
- 1992 Персональная выставка в Доме Художника, Москва, Россия.
- 1993 Вступил в Национальный союз художников Украины.
- 1994 Интернациональная выставка миниатюрных скульптур, посвящённая «Божественной комедии» Данте . Равенна Италия, участие в аукционе ЮНЕСКО ЮНИСЕФ, Париж , Франция
- 1995 «Врата в …» — персональная выставка в рамках интернациональной конференции, посвященной В. В. Кандинскому в Музее западного и восточного искусства, Одесса, Украина.
- 1996 «Сны Монтесумы» — персональная выставка в рамках интернационального проекта «Коммуникация» Каракас , Венесуэла.
- 1997 Гран-при Интернационального фестиваля искусств «Золотой Перетин» Киев, Украина.
- 1998 Третья премия 110го международного биеннале «Libr’Art» Либрамонт , Бельгия.
- 2000 Персональная выставка «Алтарь детских снов» . детский реабилитационный центр , Одесса , Украина , Участие в выставке «20 художников Украины конца XX века». Национальный музей искусств, Киев.
- 2001 Участие в выставке «Десять лет независимости Украины» Институт Украины В Нью-Йорке, США.
- 2003 Выставка «Декоративно-прикладное искусство Украины XX века, 200 имен». Украинский Дом, Киев.
- 2004 Удостоен звания «Заслуженный художник Украины»
- 2005 Персональная выставка «7305». Музей западного и восточного искусства,Одесса, Украина.
- 2007 Присвоено звание профессора Московского отделения Международной Академии Архитектуры МААМ, Россия.
- 2007 Лауреат национального конкурса в области архитектуры «Созидание», первая премия в номинации «Общественный интерьер» Одесса, Украина .
- 2010 Первая премия в международном конкурсе на создание мемориально-музейного комплекса «Бабий Яр» Киев, Украина.
- 2013 Первая премия в международном конкурсе на лучшую идею для художественной инсталляции в атриуме универмага ЦУМ Киев, Украина.
- 2014 Выставка «Украинский Прорыв» , Центр современного искусства, Одесса, Украина.
- 2016 Открытие фонда Reva Foundation.
- 2016 Лауреат фестиваля дизайна и архитектуры «СПЕКА».
- 2017 Член президентского совета Всемирного Клуба Одесситов.
- 2018 Первая премия конкурса на создание памятника Героям небесной сотни в г. Одессе[1].
- 2019 Лауреат премии имени Яна Гельмана на благо и во славу Одессы учрежденная командой КВН «Джентльмены» Одесского университета[2].

## Основные работы
- 1993 Фонтан «Источник» посвящённый 200-летию Одессы.
- 1994—1995 Барельефы «Четыре стороны Света» к монументальной скульптуре Эрнста Неизвестного «Золотое дитя», Одесса.
- 1996 «Ангел милосердия» — монументальная скульптура, бронза с позолотой, установлена над входом в центр реабилитации детей-инвалидов, Одесса.
- 1997 Комплекс фонтанов на библейскую тему для резиденции посла США на Украине. Киев, Создание проекта «Славянские святыни» для Национальной Сокровищницы Украины.
- 1988,1990,1994 «Гран При» для Интернационального кинофестиваля «Золотой Дюк», Одесса.
- 1998 Приз Питера Берга «За преодоление невозможного», заказан Национальным Географическим Обществом Великобритании.
- 1999 «12-й стул», бронзовая парковая скульптура, установлена — ул. Дерибасовская, Одесса,
- 1999 Конкурсный проект монументальной скульптуры по заказу муниципалитета Амстердама «Яблоко Адама», Голландия.
- 2001 Конкурсный проект монументальной скульптуры «Хрустальная Мечта» для общественного проекта «3 акра на озере», Чикаго, США.
- 2003 Проект и скульптуры делового центра «Леонардо», Киев , Украина.
- 2005 Монумент «Памяти жертв терроризма во всём мире» Киев ,Украина.
- 2006 Скульптурная композиция «Дерево любви», Одесса.
- 2006 Скульптурная композиция «Сердце мира» Детский реабилитационный центр для детей инвалидов, Одесса.
- 2007 Проект интерьера гостиничного комплекса «Интрерконтинеталь», Киев.
- 2007—2008 скульптура «Зерно жизни» совместно с Анджело Фарион (Angelo Farion), Москва.
- 2009 Фонтан для гостиницы «Интерконтиненталь» «Поток» (бронза, сусальное золото), Киев.
- 2010 Конкурсный архитектурный проект мемориально-музейного комплекса «Бабий Яр» Киев, Украина.
- 2011 Проект фонтана, скульптурных композиций и дизайна гостиницы Swisshotel, Одесса.
- 2011 Архитектурный проект памятника Исааку Бабелю скульптора Г.Франгуляна , Одесса.
- 2012 Проект «Трилогия лозы» (бронза, позолота) для «Центра культуры вина Шабо», Одесская область.
- 2012 Скульптурная композиция «Сити-Центр» (сталь, краска) Одесса , Украина.
- 2013 Скульптура «Камни» (листовое железо, галька), графический проект «Одесская серия» (бумага, тушь).
- 2014 Кинетические скульптурные композиции «Морские цветы» (сталь, пластик) центральная аллея пляжа Аркадия.
- 2015 Парковая скульптура «Одесское Время»
- 2016 Надгробие Богдана Ступки, Киев.
- 2017 Скульптура «DOMUS SOLIS» на пляже Ланжерон, Одесса.
- 2018 Скульптурная композиция «Частицы жизни» для медицинского дома Odrex, Одесса.
- 2018 Фонтан «Начало начал» Греческий парк, Одесса.
- 2018 Приз «Душа скрипки» для Международного музыкального фестиваля The music pedagogy award of honor 2018 Foundation Sion Violin Music -Switzerland.
- 2019 Приз для IX Международного фестиваля клоунов и мимов «Комедиада-2019».
- 2019 Скульптура «Больше книг, меньше страха», Одесская национальная научная библиотека.

## Галерея

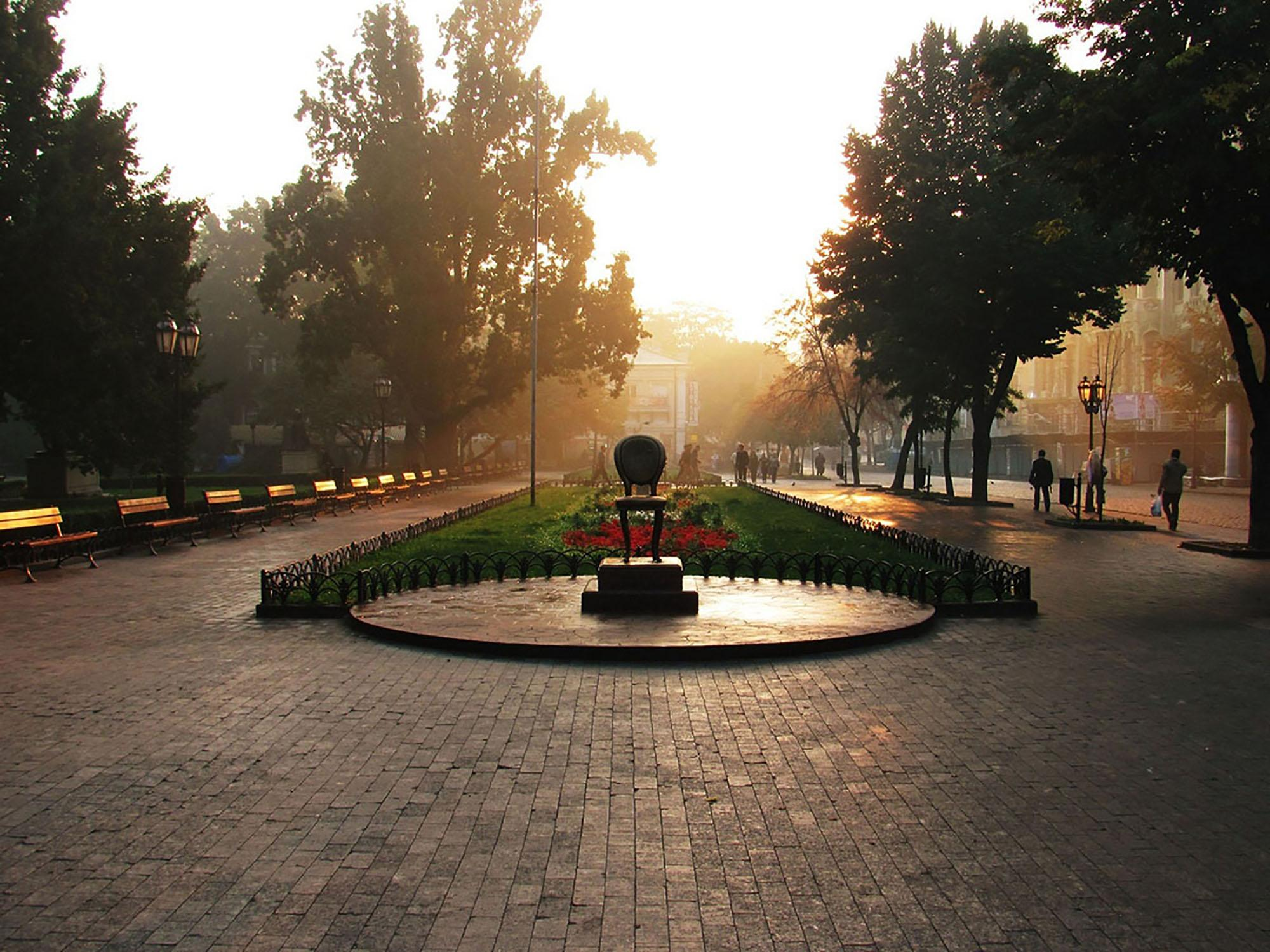
"12-й стул" посвящен И.Ильфу и Е.Петрову
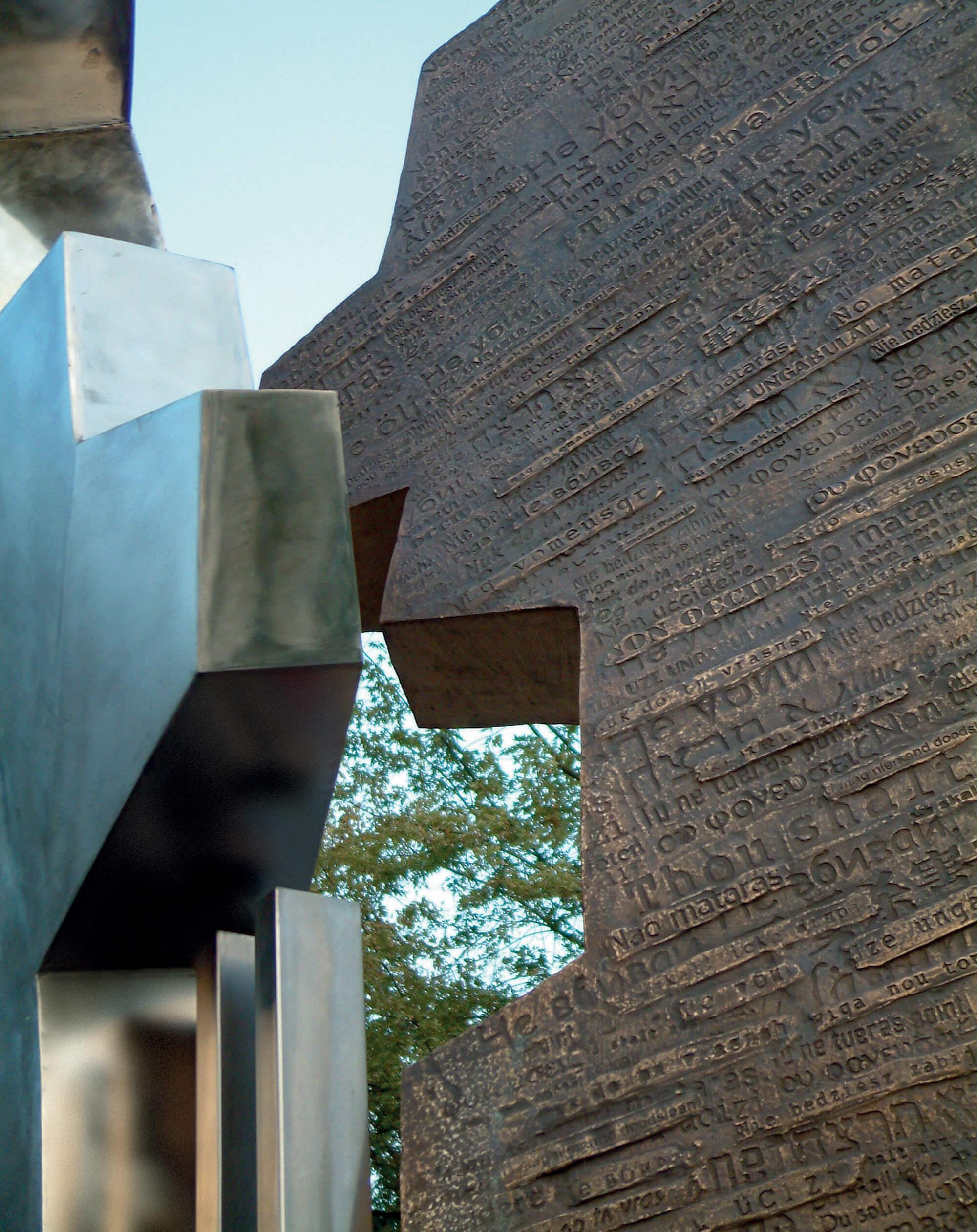
монумент "Памяти жертв терроризма во всём мире"
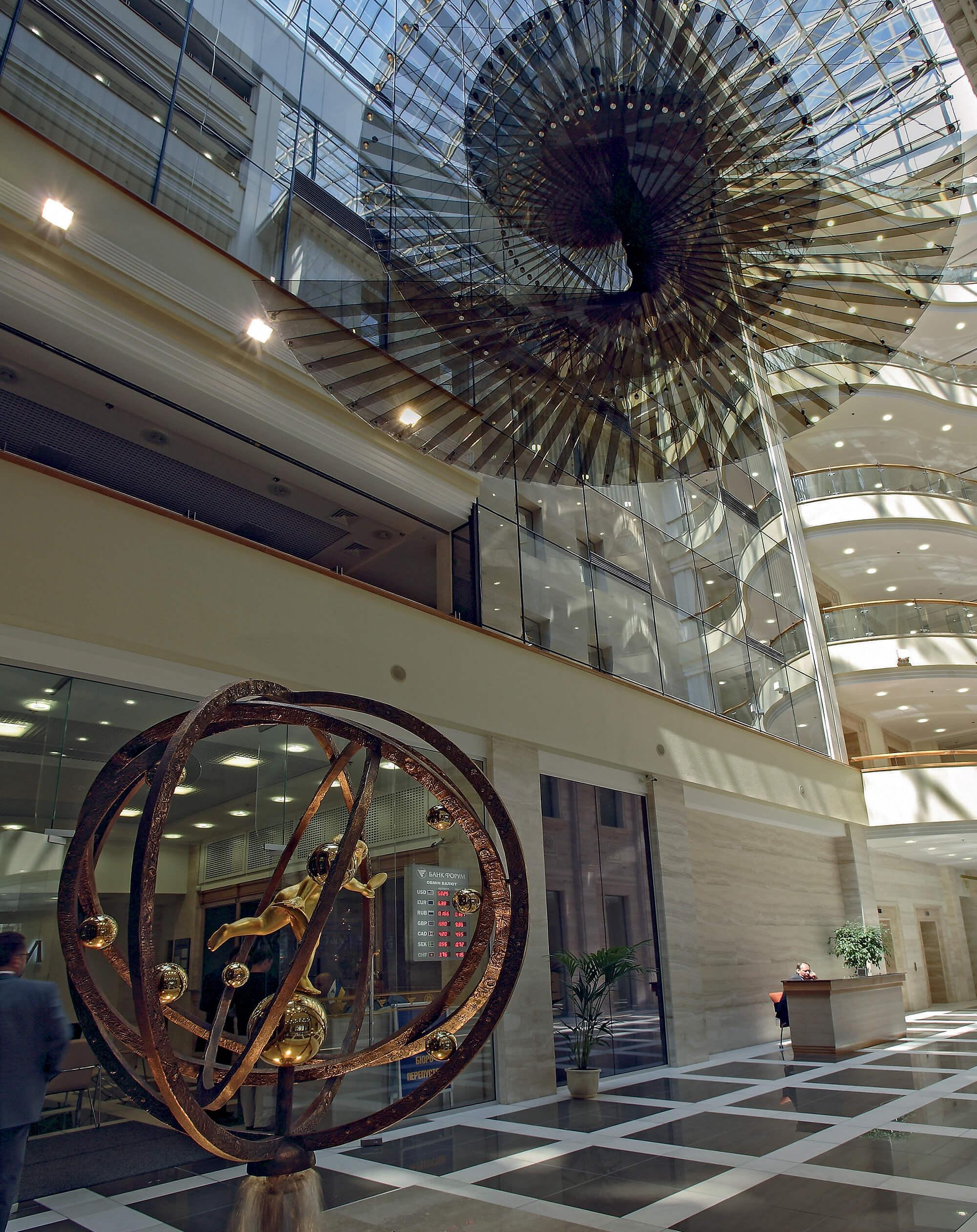
деловой центр "Леонардо", Киев
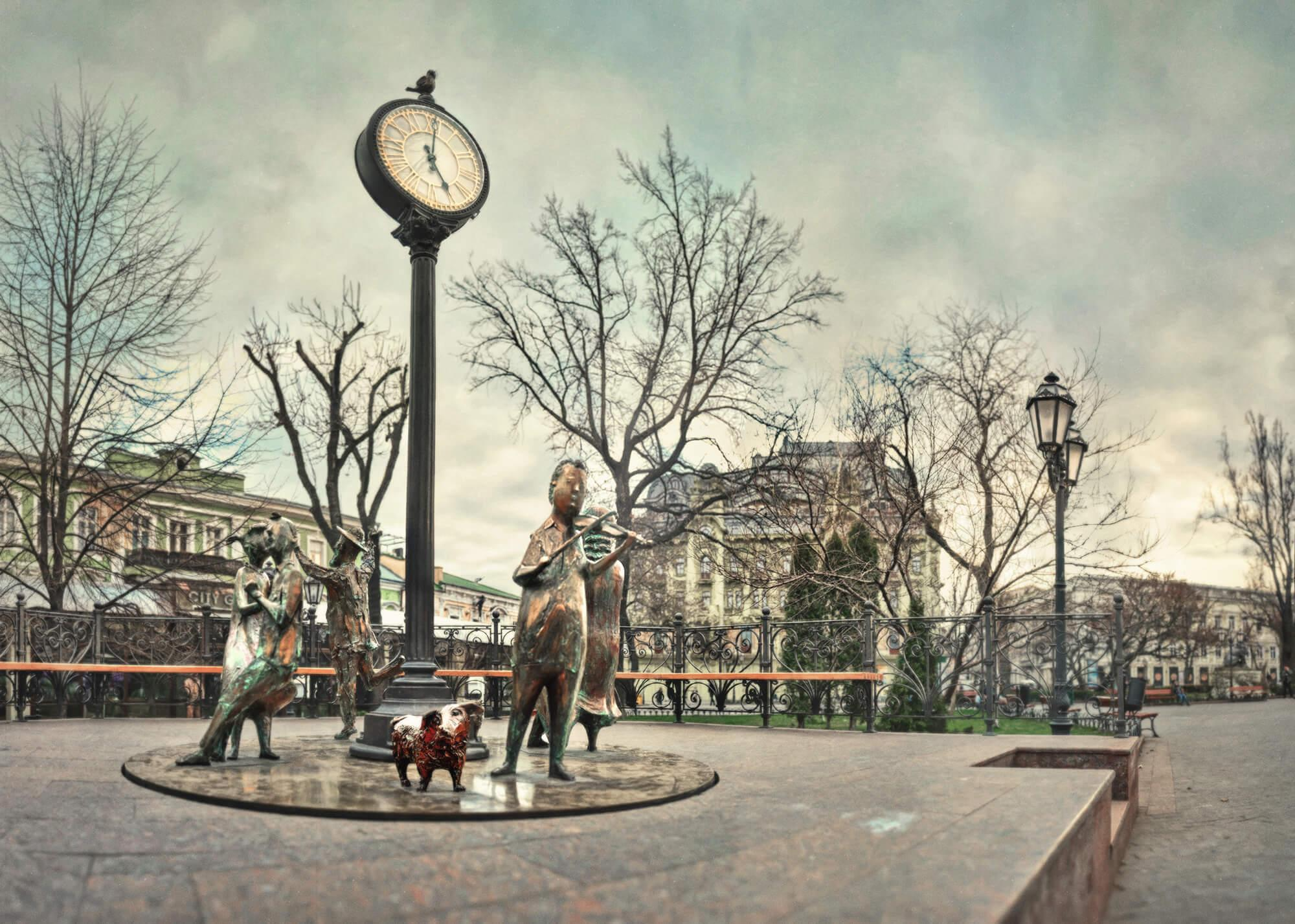
парковая скульптура "Одесское Время", городской сад, Одесса
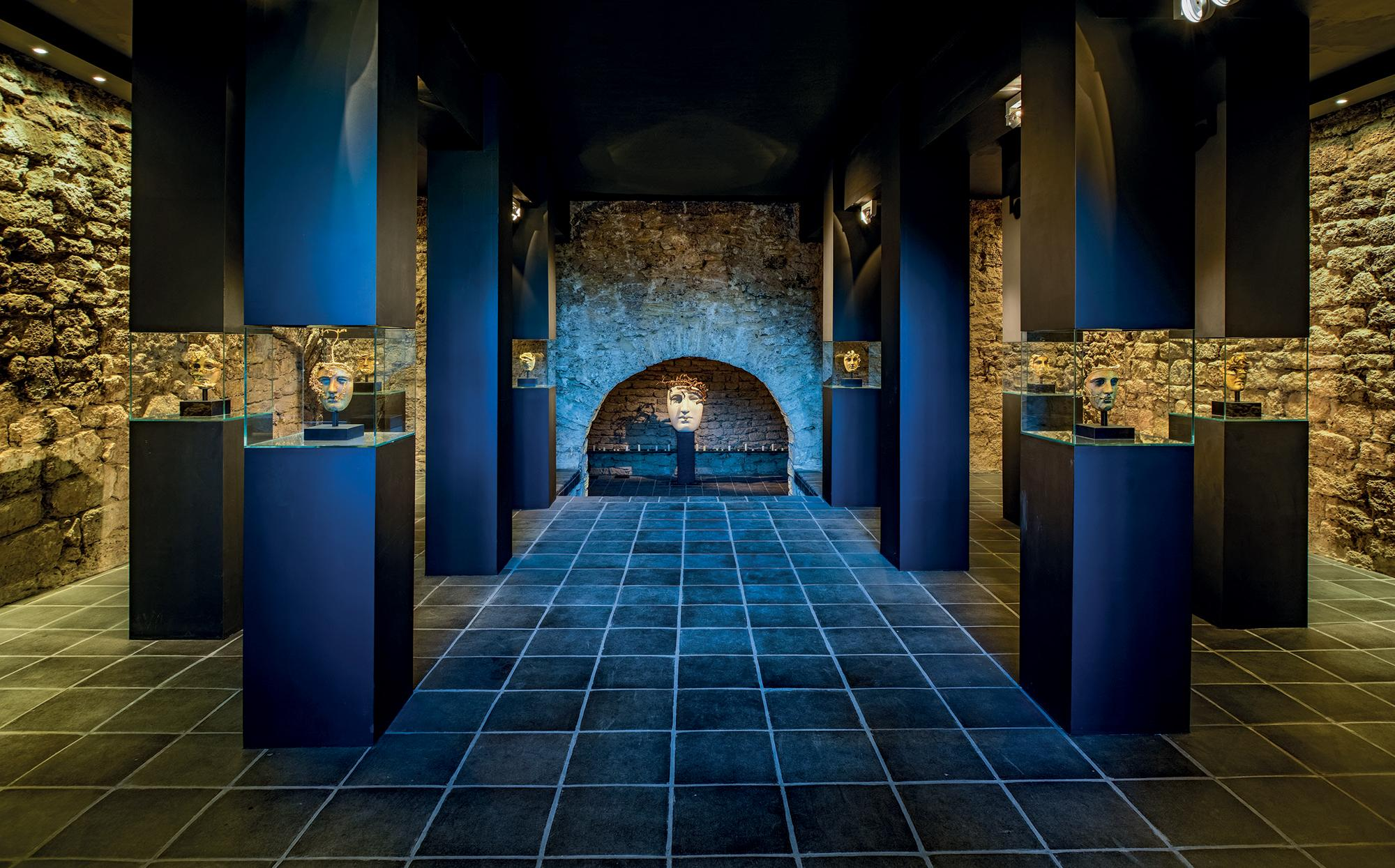
"Маски" (бронза, позолота) для "Центра культуры вина Шабо"
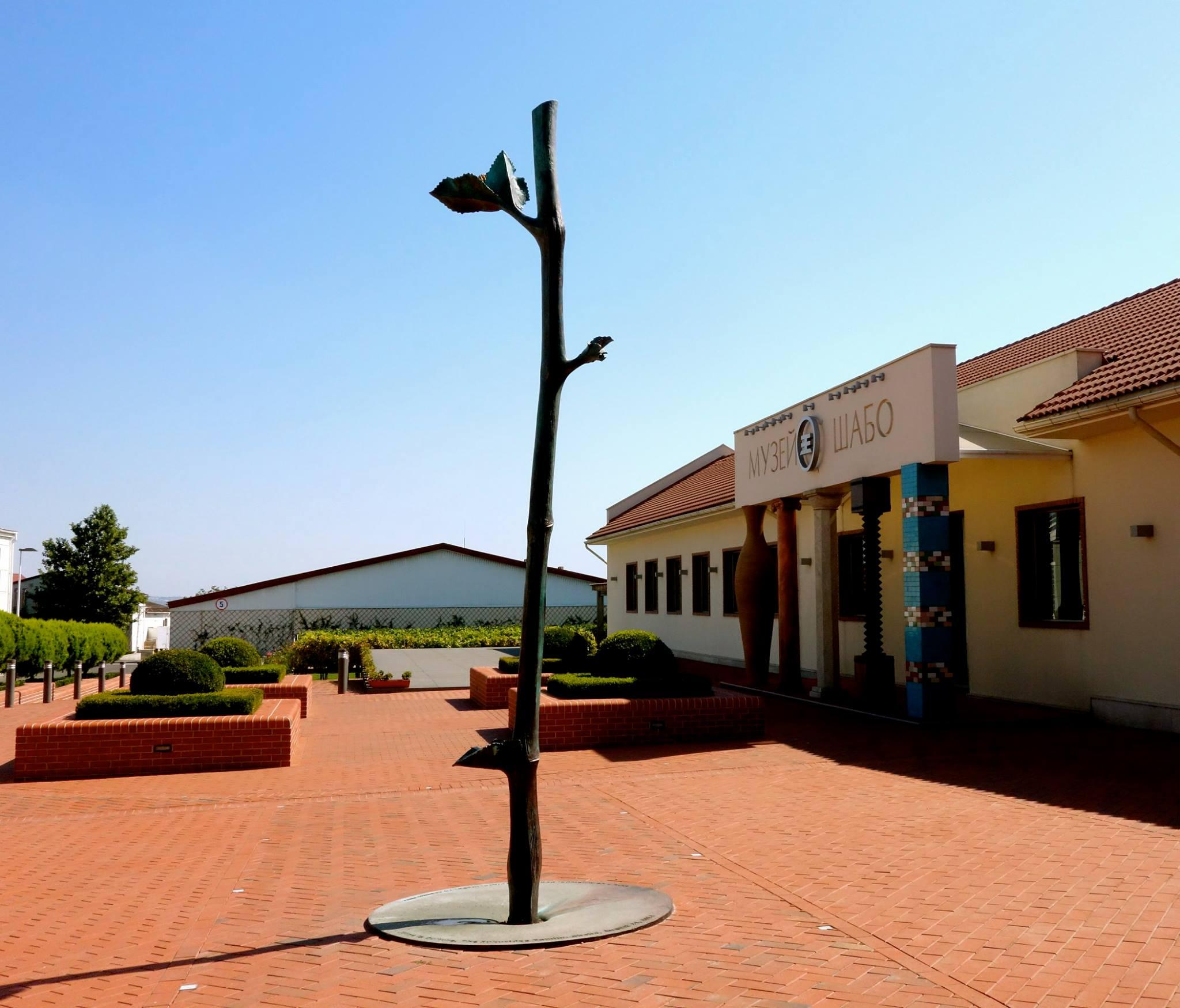
проект "Трилогия Лозы" для "Центра культуры вина Шабо", Одесская область
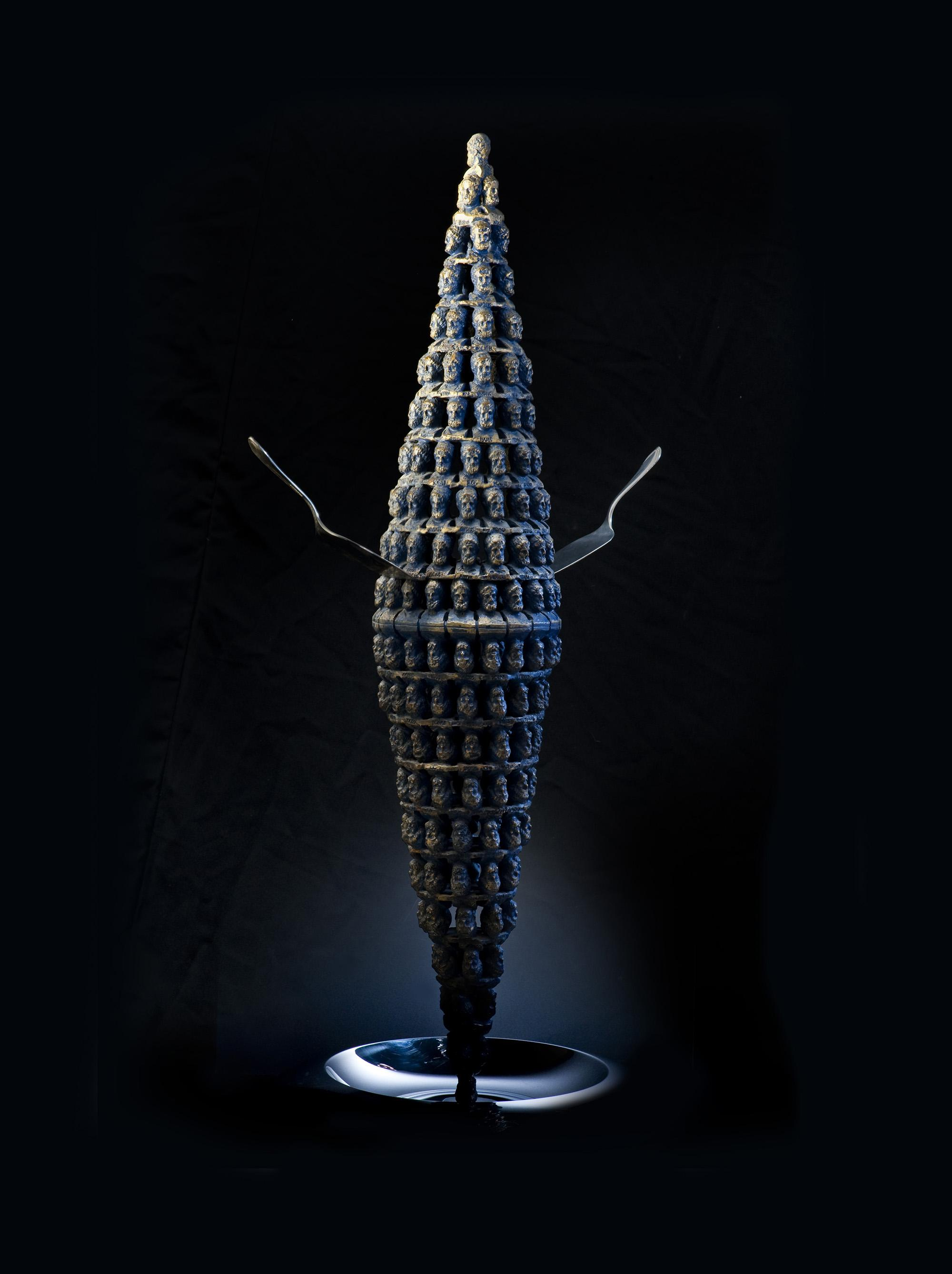
из проекта "Первый завтрак третьего тысячелетия: Философский торт" (бронза, позолота, акрил, нержавеющая сталь)
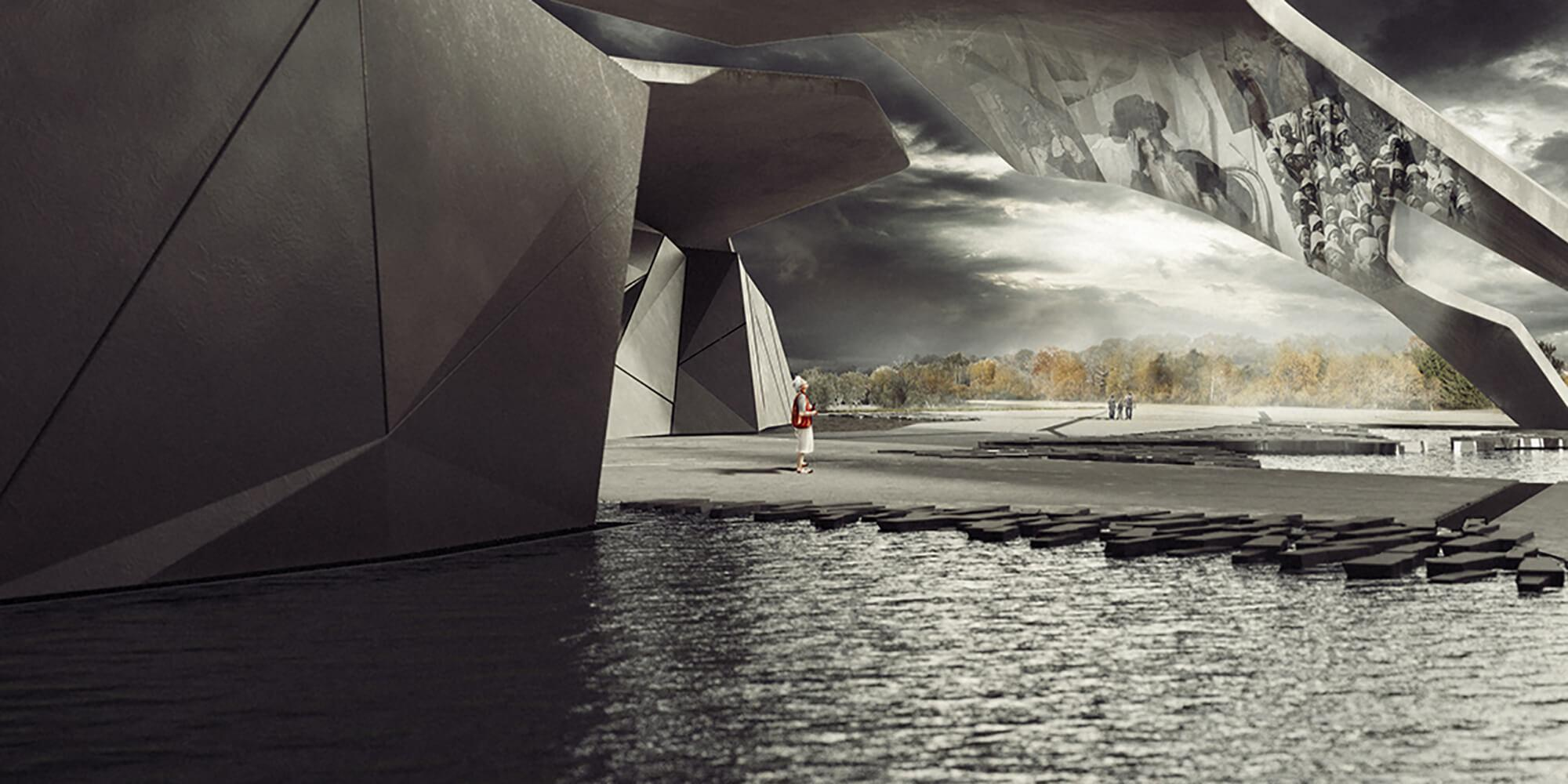
Проект мемориального музея жертвам холокоста
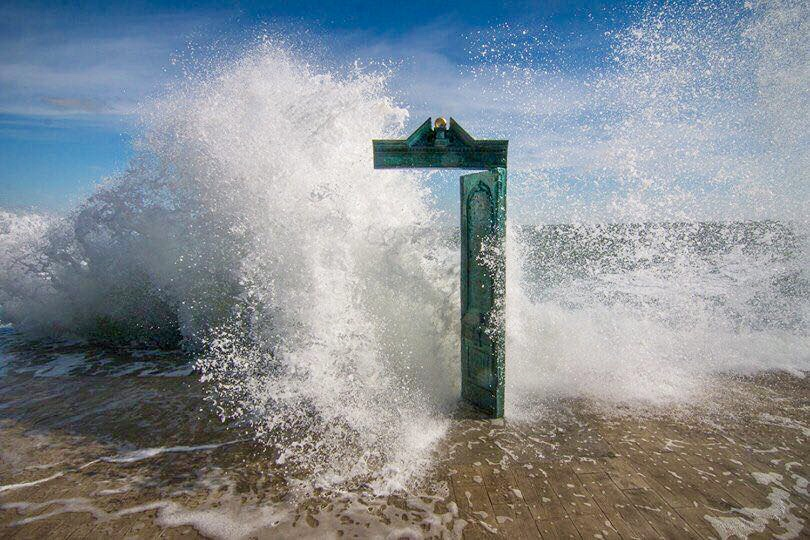
скульптура "Дом Солнца" (бронза, патина), набережная Ланжерона, Одесса
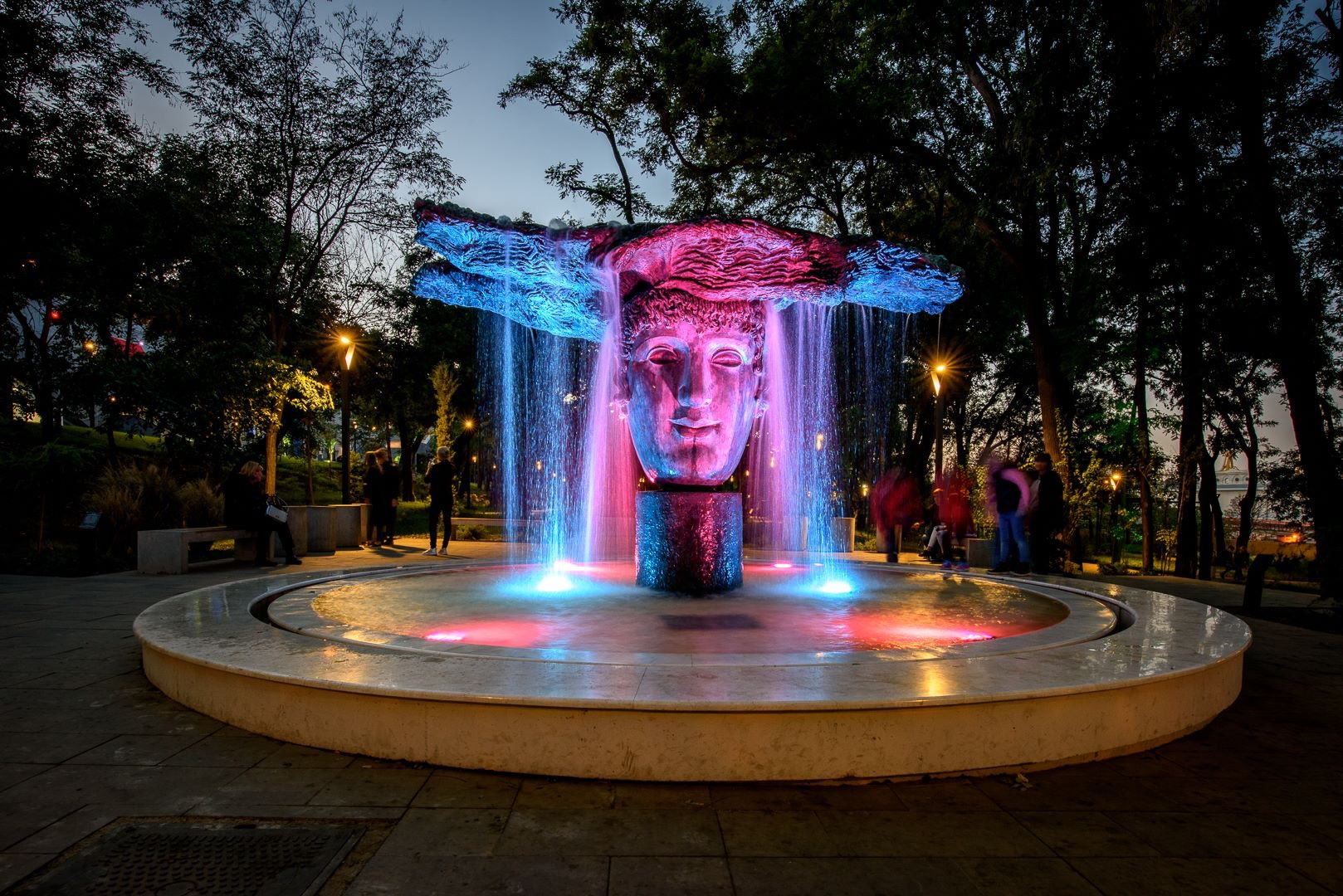
фонтан "Начало начал" (бронза, патина) в Греческом парке, Одесса